# 8140 Hardersen
8140 Hardersen eller 1981 EO15 är en asteroid i huvudbältet som upptäcktes den 1 mars 1981 av den amerikanska astronomen Schelte J. Bus vid Siding Spring-observatoriet. Den är uppkallad efter Paul S. Hardersen.
Asteroiden har en diameter på ungefär 8 kilometer.